# Бакарди, Дон
Дон Бакарди (англ. Don Bachardy; род. 18 мая 1934, Лос-Анджелес, штат Калифорния) — американский художник-портретист.

## Работа
Бакарди учился в Художественном институте Шуинар в Лос-Анджелесе и Школе искусств «Слейд» в Лондоне. Его первая персональная выставка состоялась в октябре 1961 года в галерее «Редферн» в Лондоне. С этого момента его работы много раз выставлялись в Лос-Анджелесе, Сан-Франциско, Сиэтле, Хьюстоне и Нью-Йорке. В 2004—2005 годах состоялась его выставка в библиотеке Хантингтон в Сан-Марино, штат Калифорния. Его работы находятся в постоянной коллекции Метрополитен-музея в Нью-Йорке, Университета Техаса, библиотеки и картинной галереи Генри Э. Хантингтона в Сан-Марино, Калифорнийского Университета в Лос-Анджелесе, Художественного музея «Фогг» при Гарвардском университете и Национальной портретной галереи в Лондоне. Опубликованы шесть его книг.
Жизнь и творчество Бакарди описаны в фильме режиссёра Терри Сандерса «Глаза Дона Бакарди» (The Eyes of Don Bachardy). Он является соавтором книги Ишервуда «Франкенштейн: Правдивая история» (1973).
Одной из самых известных работ художника является официальный портрет губернатора Калифорнии Джерри Брауна, который висит в Капитолии штата. Дон исполнил эпизодическую роль в фильме «Одинокий мужчина», сюжет которого основан на одноименном романе Кристофера Ишервуда. Бакарди здесь играет профессора в гостиной учителя, к которому Колин Фёрт обращается со словами: «Здравствуйте, Дон».

## Личная жизнь
Бакарди был партнёром и спутником жизни известного британского писателя Кристофера Ишервуда, с которым он впервые встретился в День святого Валентина 1953 года. Бакарди в этот момент было 18 лет, Ишервуду 48. Они оставались вместе вплоть до самой смерти Ишервуда в 1986 году.
Масса изданий романов Кристофера в мягкой обложке оформлены карандашными портретами с изображением автора в исполнении Дона. В 2008 году об их совместной жизни и отношениях был снят документальный фильм «Крис и Дон. История любви». В настоящее время Дон живёт в Санта-Монике, в доме Кристофера Ишервуда.